# Episodi de Il cacciatore (seconda stagione)
La seconda stagione della serie televisiva Il cacciatore, formata da 8 episodi scritti da Marcello Izzo, Silvia Ebreul, Fabio Paladini, Maria Grazia Cassalia, Matteo Bondioli e diretti da Davide Marengo, va in onda in Italia su Rai 2 dal 19 febbraio 2020.
| nº | Titolo                    | Prima TV Italia  |
| -- | ------------------------- | ---------------- |
| 1  | Fino a che non moriamo    | 19 febbraio 2020 |
| 2  | Resistere                 | 19 febbraio 2020 |
| 3  | Venti febbraio            | 28 febbraio 2020 |
| 4  | Terra bruciata            | 28 febbraio 2020 |
| 5  | Non me ne sono mai andato | 4 marzo 2020     |
| 6  | Diciannove e cinquanta    | 4 marzo 2020     |
| 7  | L'anno del dragone        | 11 marzo 2020    |
| 8  | Un tesoro                 | 11 marzo 2020    |